# Rock City
Rock City – wieś w Stanach Zjednoczonych, w stanie Illinois, w hrabstwie Stephenson.